# Tiumeński Państwowy Uniwersytet Medyczny
Tiumeński Państwowy Uniwersytet Medyczny (ros. Тюменский государственный медицинский университет – rosyjska uczelnia państwowa w Tiumeni.